# Town Hall Square (Leicester)

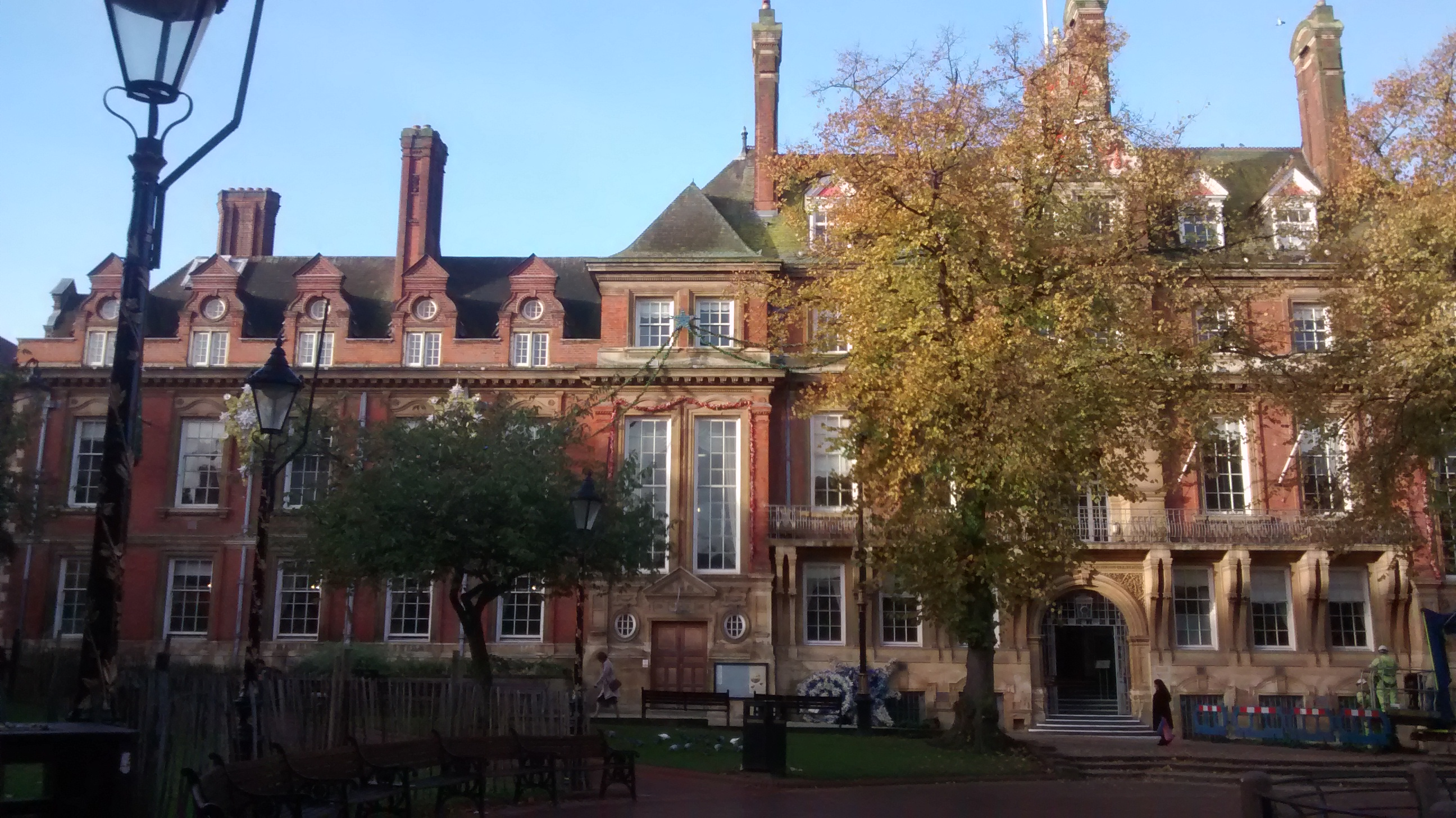
Plac Ratuszowy w Leicester

Town Hall Square (pol. Plac Ratuszowy) - plac w centrum miasta Leicester w Wielkiej Brytanii.
Plac znajduje się między ulicami Horsefair Street, Every Street, Bishop Street.
Przy placu znajduje się Town Hall, ratusz wybudowany w 1876 roku.
Pośrodku placu usytuowana jest najbardziej znana fontanna miasta Leicester.
W okresie Bożego Narodzenia na placu wystawiana jest Szopka Bożonarodzeniowa.